# Les Hautes-Rivières
Les Hautes-Rivières è un comune francese di 1 721 abitanti situato nel dipartimento delle Ardenne nella regione del Grand Est.

## Società

### Evoluzione demografica
Abitanti censiti